# Rhamphomyia obscurella
Rhamphomyia obscurella är en tvåvingeart som beskrevs av Zetterstedt 1842. Rhamphomyia obscurella ingår i släktet Rhamphomyia och familjen dansflugor.
Artens utbredningsområde är Norge. Inga underarter finns listade i Catalogue of Life.